# Halajun (sockenhuvudort i Kina, Xinjiang Uygur Zizhiqu, lat 40,25, long 76,92)
Halajun (kinesiska: 哈拉峻, 哈拉峻乡) är en sockenhuvudort i Kina. Den ligger i den autonoma regionen Xinjiang, i den nordvästra delen av landet, omkring 960 kilometer sydväst om regionhuvudstaden Ürümqi. Antalet invånare är 15 931. Befolkningen består av 7 847 kvinnor och 8 084 män. Barn under 15 år utgör 26,0 %, vuxna 15-64 år 67 %, och äldre över 65 år 5,0 %.
Runt Halajun är det glesbefolkat, med 16 invånare per kvadratkilometer. Trakten runt Halajun består i huvudsak av gräsmarker.
Genomsnittlig årsnederbörd är 260 millimeter. Den regnigaste månaden är juni, med i genomsnitt 44 mm nederbörd, och den torraste är december, med 7 mm nederbörd.